# Els germans Sisters
Els germans Sisters, títol original en francès Les Frères Sisters, és una pel·lícula francoestatunidenca d'estil wéstern i comèdia negra. És del 2018 i ha sigut dirigida per Jacques Audiard, amb guió coescrit per Audiard i Thomas Bidegain. Està basada en la novel·la del mateix nom de Patrick deWitt. La pel·lícula és protagonitzada per John C. Reilly i Joaquin Phoenix que interpreten els germans assassins Eli i Charlie Sisters. La pel·lícula va ser estrenada el 21 de setembre de 2018 per Annapurna Pictures. Ha estat doblada al català.

## Sinopsi
Els germans Charlie i Eli Sisters són un parell d'assassins del vell oest nord-americà que treballen per Commodore. Per ordres del seu cap, han de viatjar a Sacramento, Califòrnia, i acabar amb un químic anomenat Hermann Kermit Warm, que ha ideat un mètode per trobar or sense massa esforç. No obstant això, el treball no resulta tan fàcil com creien.

## Repartiment
- John C. Reilly com a Eli Sisters, sicari
- Joaquin Phoenix com a Charlie Sisters, sicari
- Jake Gyllenhaal com a Morris, un prospector i associat dels germans
- Riz Ahmed com a Hermann Kermit Warm, un químic que va inventar una fórmula per trobar or
- Rutger Hauer com a com amodore, el cap dels germans Sisters
- Carol Kane com a Sra. Sisters
- Rebecca Root com a Mayfield
- Ian Reddington com a El pare
- Niels Arestrup

## Producció
En 2011 es va anunciar que els drets de la novel·la de Patrick deWitt The Sisters Brothers havien estat venuts a la companyia productora de John C. Reilly, amb Reilly disposat a interpretar a un dels germans protagonistes. Quatre anys després, el 2015, el director francès Jacques Audiard va anunciar que dirigiria la pel·lícula, en una entrevista de la ràdio francesa RTL. El lloc web Deadline va informar el 25 d'abril de 2016 que Joaquin Phoenix també s'havia unit al projecte. El febrer de 2017, Variety va informar que Jake Gyllenhaal s'havia afegit i després va anunciar que Riz Ahmed també ho havia fet. Variety va anunciar a més que Annapurna Pictures cofinançaria el film al costat de Why Not Productions, amb Megan Ellison servint com a productora executiva del projecte.
La filmació va començar a primers de juny del 2017 a Almeria i va continuar rodant-se durant la resta de l'estiu a Tavernes, Navarra i Aragó.

## Recepció
The Sisters Brothers ha rebut ressenyes positives de part de la crítica i l'audiència. En el lloc web especialitzat Rotten Tomatoes, la pel·lícula posseeix una aprovació de 85 %, basada en 137 ressenyes, amb una qualificació de 7.2/10 i amb un consens crític que diu: «The Sisters Brothers recorre camins familiars dins el seu gènere de formes ocasionalment inesperades. És un viatge satisfactori elevat encara més pels seus destacats protagonistes». De part de l'audiència té una aprovació de 65 %, basada en 954 vots, amb una qualificació de 3.5/5.
El lloc web Metacritic li ha donat a la pel·lícula una puntuació de 78 de 100, basada en 42 ressenyes, indicant "ressenyes generalment favorables". En el lloc IMDb els usuaris li han donat una qualificació de 7.2/10, sobre la base de 3.975 vots. A la pàgina FilmAffinity la cinta té una qualificació de 7.0/10, basada en 169 vots.